# Oxycoryphe thresiae
Oxycoryphe thresiae är en stekelart som beskrevs av T.C. Narendran 1989. Oxycoryphe thresiae ingår i släktet Oxycoryphe och familjen bredlårsteklar. Inga underarter finns listade i Catalogue of Life.